# Юзеф Марія Бохенський
Юзеф Марія Бохенський (пол. Józef Maria Bocheński, 30 серпня 1902, Чушув, Польща — 8 лютого 1995, Фрібур, Швейцарія) — польсько-швейцарський логік, історик логіки і філософ, католик пресвітер-домініканець. Найвидатніший теоретик-радянолог, критик ґрунтовних положень гегельянства та марксизму, один з лідерів теоретичного антикомунізму. 
Ректор Фрібурзького університету (1964—1966).

## Життєпис
Народився в сім'ї польського поміщика, брав участь у відбитті радянської агресії 1920 року. Вивчав право у Львівському університеті, потім економію в університеті Познані. В 1927 вступив до Ордену домініканців. В 1928 році розпочав штудію з фаху філософія і педагогіка в університеті Фрібургу, яку закінчив захистом у 1931 році докторської дисертації на тему: «Вчення про річ в собі у Страшевського (1848—1921)».
З 1931 штудіював теології в папському Університеті Св. Томи Аквінського в Римі, який закінчив в 1934 році, захистисши докторську дисертацію з теології. До 1940 року викладав логіку в Римі.
Під час Другої світової війни служив капеланом у польській армії у Франції та Британії. Як звичайний солдат ІІ польського корпусу взяв участь у боях на теренах Італії.
Професор історії філософії (з 1945), ректор (1964—1966) Університету Фрібура. Бохенський — засновник і директор (з 1957) Інституту східноєвропейських досліджень при Університеті Фрібура, засновник і видавець (з 1961) журналу «Studies in Soviet Thought» і серії «Sovietica» (з 1959). Будучи ідейним противником комунізму, Бохенський виступив з тезами про «тоталітарний і антигуманний» характер радянських буд[чого?] і філософської неспроможності марксизму-ленінізму. Останніми роками перейшов від повного заперечення наукової значущості радянської філософії до більш диференційованих форм «критики»[джерело?].

## Список творів
- La logique de Théophraste. (1947)
- Europäische Philosophie der Gegenwart. (1947)
- Der sowjetrussische Dialektische Materialismus. (1950)
- Ancient formal logic. (1951)
- Die zeitgenössischen Denkmethoden. (1954)
- Die kommunistische Ideologie und die Würde, Freiheit und Gleichheit der Menschen im Sinne des Grundgesetzes für die Bundesrepublik Deutschland vom 23.5.1949. (1956)
- Formale Logik (1956). translated in English as: A history of formal logic (1961)
- Der sowjetrussische dialektische Materialismus. (Diamat) (1962)
- The Logic of Religion. (1965)
- Was ist Autorität? (1974)
- Marxismus-Leninismus. Wissenschaft oder Glaube. (1973)
- The Road to Understanding. More than Dreamt of in Your Philosophy. ISBN 1-886670-06-4
- Sto zabobonów. Krótki filozoficzny słownik zabobonów. (читати польськ. мовою) («One Hundred Superstitions. A Short Philosophical Dictionary of Superstitions», 1987).
  - «100 забобонів» // (рос.)«Сто суеверий» [Архівовано 13 квітня 2016 у Wayback Machine.]: Краткий философский словарь предрассудков. Изд-во: М.: Изд. группа «Прогресс»-«VIA», 1993. ISBN 5-01-003878-1